# Torneo de Niza
El Torneo de Niza (oficialmente llamado Open de Nice Côte d’Azur) es un torneo oficial anual de tenis que se disputa en la ciudad de Niza, Francia.
Se empezó a disputar en 2010, haciéndolo sobre tierra batida, en la categoría ATP World Tour 250. Forma parte de los torneos previos a Roland Garros, jugándose la semana anterior a dicho torneo.
El tenista con más títulos es el español Nicolás Almagro, con 2 victorias.

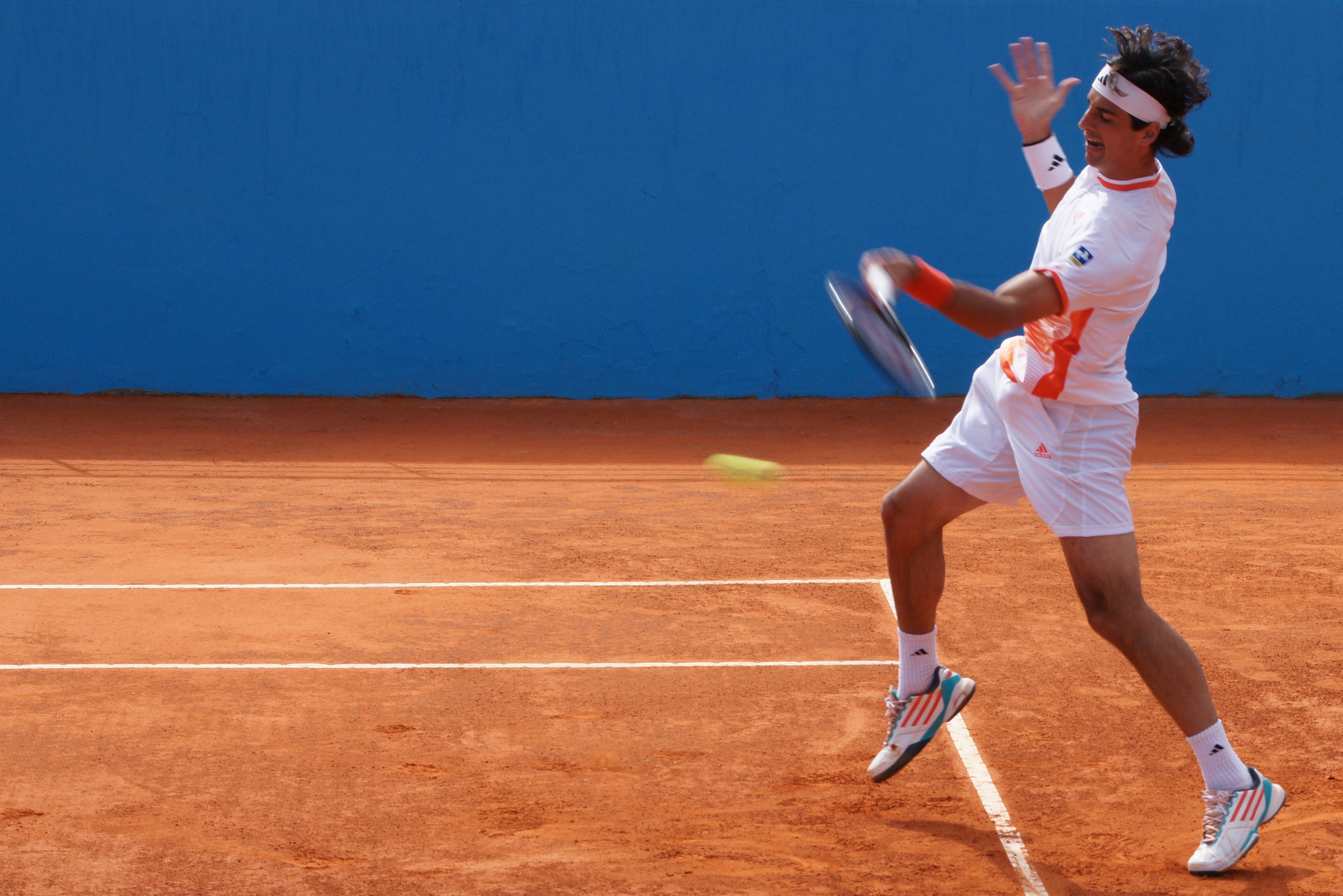
Thomaz Bellucci, 2012

## Resultados

### Individuales masculinos
| Año  | Campeón         | Finalista         | Resultado           |
| ---- | --------------- | ----------------- | ------------------- |
| 2010 | Richard Gasquet | Fernando Verdasco | 6-3, 5-7, 7-6(5)    |
| 2011 | Nicolás Almagro | Victor Hanescu    | 6-7(5), 6-3, 6-3    |
| 2012 | Nicolás Almagro | Brian Baker       | 6-3, 6-2            |
| 2013 | Albert Montañés | Gaël Monfils      | 6-0, 7-6(3)         |
| 2014 | Ernests Gulbis  | Federico Delbonis | 6-1, 7-6(5)         |
| 2015 | Dominic Thiem   | Leonardo Mayer    | 6-7(8), 7-5, 7-6(2) |
| 2016 | Dominic Thiem   | Alexander Zverev  | 6-3, 3-6, 6-0       |

### Dobles masculinos
| Año  | Campeones                         | Finalistas                         | Resultado           |
| ---- | --------------------------------- | ---------------------------------- | ------------------- |
| 2010 | Marcelo Melo Bruno Soares         | Rohan Bopanna Aisam-ul-Haq Qureshi | 1-6, 6-3, [10-5]    |
| 2011 | Eric Butorac Jean-Julien Rojer    | Sergio González David Marrero      | 6-3, 6-4            |
| 2012 | Bob Bryan Mike Bryan              | Olivier Marach Filip Polášek       | 7-6(5), 6-3         |
| 2013 | Johan Brunstrom Raven Klaasen     | Juan Sebastián Cabal Robert Farah  | 6-3, 6-2            |
| 2014 | Martin Klizan Philipp Oswald      | Rohan Bopanna Aisam-ul-Haq Qureshi | 6-2, 6-0            |
| 2015 | Mate Pavić Michael Venus          | Jean-Julien Rojer Horia Tecău      | 7-6(4), 2-6, [10-8] |
| 2016 | Juan Sebastián Cabal Robert Farah | Mate Pavić Michael Venus           | 4-6, 6-4, [10-8]    |

- Datos: Q265609
- Multimedia: Open de Nice Côte d'Azur / Q265609